# Laisse tomber les filles
Singles de France Gall
Jazz à gogo
(1964) Christiansen
(1964)
Laisse tomber les filles est une chanson française écrite et composée par Serge Gainsbourg et chantée par France Gall en 1964.

## Fiche technique
- Titre : Laisse tomber les filles
- Paroles et musique : Serge Gainsbourg
- Interprète d'origine : France Gall sur le super 45 tours Philips 434-949 BE
- Arrangements et direction musicale : Alain Goraguer
- Orchestre :
  - Piano : Alain Goraguer
  - Guitare : Léo Petit
  - Basse : Pierre Michelot
  - Batterie : Christian Garros
- Producteur : Denis Bourgeois
- Enregistrement : studio Blanqui, Paris (13e arr.)
- Année de production : 1964
- Éditeur : Sidonie
- Parution : août 1964
- Durée : 2:10

## Commentaire
Dans cette 2e œuvre écrite pour France Gall, Gainsbourg fait scander à sa jeune interprète un leitmotiv lancinant et équivoque, Jean-Emmanuel Deluxe la voit même comme « une chanson féministe bien des années avant l'existence du Mouvement de libération des femmes, c'est une preuve supplémentaire qu'il était assez talentueux pour projeter la personnalité de l'interprète — dans ce cas, une mélancolique jeune fille — dans sa propre chanson »,.
Ce futur désenchanté prédit par « un cœur innocent » est bien étranger aux préoccupations des ados chantants de l’époque et la complexité de ces paroles sorties de la bouche d’une fillette n’est pas toujours bien perçue. Gilles Verlant écrit à ce propos : « Les textes de Gainsbourg n’ont évidemment rien à voir avec l’univers nunuche-chouchou du reste des yéyés, qui a son charme, bien sûr, mais pas un atome de distance ni de profondeur. D’emblée, il impose une lecture au second degré ou encore se montre délibérément négatif. […] Dans les chansons qu’il lui écrit, il y a une lucidité, un refus de se laisser prendre à la « grande farce de l’amour », celle où l’on se dit des « jamais » et des « toujours ». Or, cette fois, ce n’est pas un homme de trente ou trente-cinq berges qui chante, mais une adolescente… »
Le chant vindicatif de France Gall est toujours soutenu par l’équipe de jazzmen guidée par Alain Goraguer (« Gogo »), la même équipe avec laquelle Gainsbourg enregistre à l’époque. L'utilisation des cuivres et des percussions dans l’architecture de la chanson n'est pas étrangère à son succès. Les Anglo-Saxons apprécient ce « french pop sound » qui fait que cette chanson continue d’être reprise de nos jours (parfois sous le titre anglais Chick Habit).

## Classements
| Classement (1964)                       | Meilleure place |
| --------------------------------------- | --------------- |
| Belgique (Wallonie Ultratop 50 Singles) | 9               |

| Classement (2018) | Meilleure place |
| ----------------- | --------------- |
| France (SNEP)     | 142             |

## Reprises
En 1995, la chanteuse et parolière américaine April March enregistre la chanson dans sa version originale et en effectue l'adaptation anglaise, avec des paroles différentes, sous le titre Chick Habit (ces deux versions figurent dans la BO de plusieurs films).
- 1982 : par The Honeymoon Killers, sur l'album Les Tueurs de la lune de miel, CD, Crammed Discs  Belgique
- 1995 : par April March sur l'album Chick Habit, en français et en anglais (Chick Habit), 1 CD Record Industry,  États-Unis
- 1996 : par Alice Dona sur l'album Les Plus belles chansons françaises - 1964, 1 CD, Éditions Atlas  France
- 1996 : par Michael von der Heide sur l'album Michael von der Heide, CD  Suisse
- 1997 : par God Is My Co-Pilot sur l'album Je suis trop content, CD, Dark Beloved Cloud  États-Unis
- 2001 : par Gildor Roy sur l'album Les Divans, CD, DKDO,  Québec  Canada
- 2004 : par Fabienne Delsol sur l'album No Time for Sorrows, CD, Damaged Goods  Royaume-Uni
- 2006 : par Mareva Galanter sur l'album Ukuyéyé by Mareva, 1 CD, Warner Music  France
- 2007 : par April March sur la BO Death Proof, musique du film de Quentin Tarantino Boulevard de la mort (Death Proof), générique de fin en anglais (Chick Habit) et en français, 1 CD Maverick,  États-Unis
- 2009 : par April March sur la BO de But I'm a Cheerleader, film de Jamie Babbit, générique de début en français,  États-Unis
- 2009 : par Pépé sur l'album Pépé goes Français, CD, Indica Records  Québec  Canada
- 2009 : par Skye sur l'album All My Tears (part 2), en anglais et en français, CD, No Acting,  France
- 2010 : par The Hillbilly Moon Explosion , version anglaise Chick Habit sur l'album Raw Deal[6], 1 CD label The-Freed, Believe Digital Distribution  Europe
- 2011 : par Marième Ndiaye sur l'album Marième, CD label Tandem.mu TMUCD 5842  Québec  Canada
- 2011 : par The Weeknd sur la mixtape Echoes Of Silence (sur le morceau Montreal)  Ontario  Canada
- 2013 : par Jenifer sur son album Ma déclaration, 1 CD Fontana-Universal  France
- 2015 : par Opium du peuple sur leur album La revanche des clones[7]  France
- 2018 : par le groupe No Small Children (ca), téléchargement MP3  États-Unis
- 2018 : par Suzane  France
- 2022 : par Irina Rimes  Moldavie  Roumanie

## Laisse tomber les filles(compilations)

### CD
- 1992 : Poupée de son — Best of France Gall 1963-1968 (1 CD Polydor/Universal Music)
- 2001 : France Gall — Les années Philips 1963-1968 (long box 3 CD Polydor/Universal Music)
- 2012 : France Gall — 4 albums originaux : Mes premières vraies vacances, Poupée de cire poupée de son, Baby Pop, Tu n'as pas le droit (box 4 CD Polydor/Universal Music)

### Vinyle
- 1er septembre 2008 — Réédition du 33 tours original 30 cm Philips B 77-728 L de 1965, Poupée de cire, poupée de son, Polydor-Universal Music, photo recto par Peter Douglas (magazine Formidable) et portrait dessiné au verso par Jacques Berger (12 titres, voir détails dans discographie de France Gall, compilations des années 1964 à 1973).

## Utilisation dans la culture populaire
La chanson est présente dans le film américain L'Ombre d'Emily (2018) de Paul Feig, ou encore dans Boulevard de la mort (2007) de Quentin Tarantino.